# Thomas Huschke
Thomas Huschke   (Berlín, 29 de desembre de 1947) és un ciclista de l'Alemanya de l'Est, ja retirat, que es dedicà al ciclisme en pista. Va córrer durant els anys 60 i 70 del segle xx i en el seu palmarès destaquen dues medalles olímpiques i un campionat del món de persecució amateur. Provinent d'una família de ciclistes, el seu avi Adolf i el seu oncle Richard també aconseguiren grans èxits esportius.
Durant la seva carrera esportiva va prendre part en dues edicions dels Jocs Olímpics. El 1972, a Múnic, junt a Uwe Unterwalder, Heinz Richter i Herbert Richter, va guanyar la medalla de plata en la persecució per equips. En aquests mateixos Jocs va quedar eliminat en les rondes preliminars de la prova de persecució individual. Quatre anys més tard, a Mont-real, va guanyar la medalla de bronze en la prova de persecució individual, per darrere de Gregor Braun i Herman Ponsteen. En la persecució per equips quedà quart. També guanyà 16 campionats alemanys.

## Palmarès
- 1969
  -  Campió de la RDA de persecució per equips, amb Uwe Unterwalder i Wolfgang Schmelzer
- 1970
  -  Campió de la RDA de persecució
  -  Campió de la RDA de persecució per equips, amb Heinz Richter
  -  Medalla de plata al Campionat del món de ciclisme en pista de persecució per equips
- 1971
  -  Campió de la RDA de persecució
  -  Campió de la RDA de persecució per equips, amb Uwe Unterwalder i Klaus Jürgen Grünke
  -  Campió de la RDA de velocitat per equips, amb Heinz Richter
  -  Medalla de plata al Campionat del món de ciclisme en pista de persecució per equips
- 1972
  -  Medalla de plata als Jocs Olímpics de Múnic en persecució per equips, junt a Uwe Unterwalder, Heinz Richter i Herbert Richter
  -  Campió de la RDA de velocitat per equips, amb Heinz Richter
- 1973
  - Vencedor d'una etapa de la Cursa de la Pau
- 1974
  -  Campió de la RDA de persecució per equips, amb Uwe Unterwalder i Klaus Jürgen Grünke
  -  Medalla de plata al Campionat del món de ciclisme en pista de persecució per equips
  -  Medalla de bronze al Campionat del món de ciclisme en pista de persecució
- 1975
  -  Campió del món de ciclisme en pista de persecució amateur
  -  Campió de la RDA de persecució
  -  Campió de la RDA de persecució per equips, amb Uwe Unterwalder
  -  Medalla de bronze al Campionat del món de ciclisme en pista de persecució
- 1976
  -  Campió de la RDA de persecució per equips, amb Uwe Unterwalder
  -  Campió de la RDA de velocitat per equips, amb Uwe Unterwalder
  -  Medalla de bronze als Jocs Olímpics de Mont-real en persecució individual
- 1977
  -  Campió de la RDA de mig fons